# Grimethorpe Colliery Band
Die Grimethorpe Colliery Band ist eine britische Brassband, die  aus dem in Yorkshire gelegenen Grimethorpe stammt. Sie wurde 1917 als Freizeitaktivität für die Bergarbeiter des Kohlenbergwerks gegründet, die aus ehemaligen Mitgliedern der Cudworth Colliery Band bestand. Unterstützt wurden sie durch den Betreiber der Kohlenzeche. Sie überstand die Schließung der Zeche und wurde bis 2011 durch eine Kohlenminengesellschaft gesponsert.

## Geschichte
Im ersten Jahr nach der Gründung der Formation nahm diese, unter der Leitung von J. A. Greenwood, im Juli 1918 an dem Wettbewerben im Belle Vue in Manchester teil und erreichte den Dritten Platz. Weitere fünf Dirigenten folgten in den nächsten Jahren bis 1931 auf J. A. Greenwood. 1931 übernahm William Foster die Leitung der Formation. Die Band nahm regelmäßig an nationalen und internationalen Wettbewerben teil, aus denen sie oftmals als Sieger hervorgingen. Sie erreichte dabei nie eine schlechtere Platzierung als den fünften Rang.
Unter seiner Ägide erfolgte der erste Radioauftritt am 16. April 1932 und in den Jahren zwischen 1941 und 1951 hatte die Formation 142 Auftritte bzw. Aufzeichnungen im britischen Radioprogramm. Am 19. Oktober 1959 wurde die letzte Aufzeichnung vom 28. Januar 1951 im Radio gesendet.
Von den frühen 1950er Jahren bis 1972 war George Thompson musikalischer Direkter der Formation. Unter seiner Leitung gewann die Formation die Yorkshire Championships 1963 und 1967, „Mineworkers’ Championships“ 1967, 1968 und 1969, „British Open Championships“ 1969 und 1970 die „National Brass Band Championships“. 1972 erhielt sie die Auszeichnung „Granada Band of the Year“. Große Aufmerksamkeit erlangte die Band im Jahr 1992, als sie am Finale der „National Brass Band Championships“ teilnehmen wollten. Nur fünf Tage vor diesem Ereignis gab die damalige Regierung erste Details zu landesweiten Grubenschließungen bekannt. Grimethorpe triumphierte bei der Ausscheidung und wurde zur „Champion Brass Band of Great Britain“ ernannt. Durch den Film Brassed Off – Mit Pauken und Trompeten aus dem Jahr 1996 wurde die Blaskapelle weltbekannt und hatte danach ihren ersten Auftritt während der Proms mit der Black Dyke Mills Band in der Royal Albert Hall in London. Am 12. Januar 2013 trat die Band im Royal & Derngate Theatre in Northampton auf. Tourdaten und weitere Details zur Geschichte es Ensembles finden sich auf der Internetseite.

## Auszeichnungen
- 1972: „Granada Band of the Year“
- 1992: „Champion Brass Band of Great Britain“
- 2017: „BBC Music Day“[1]